# Skin (canção de Rihanna)
"Skin" é uma canção da cantora barbadense Rihanna, gravada para o seu quinto álbum de estúdio Loud. Foi escrita por Kenneth Coby, Ursula Yancy e produzida por Soundz. A sua gravação decorreu em 2010 nos Westlake Recording Studios, em Los Angeles, Califórnia. Embora não tenha recebido lançamento como single, devido às vendas digitais após o lançamento do disco, conseguiu entrar e obter a 66.ª posição como melhor na tabela musical da Coreia do Sul, South Korea Gaon International Chart. A música foi utilizada nos comerciais protagonizados pela artista para a campanha da Armani Jeans.
A canção deriva de origens estilísticas do R&B e dubstep, enquanto que liricamente, trata sobre estar numa relação amorosa e querer apenas sentir a pele do seu parceiro. "Skin" recebeu críticas positivas, sendo apreciada pela performance e vocais sensuais de Rihanna, bem como o trabalho de produção de Soundz. A sua divulgação consistiu somente em interpretações ao vivo pontuais, durante digressão mundial The Loud Tour, em países como Canadá, Inglaterra e Portugal. Durante a interpretação do tema nos concertos, a cantora fazia uma lap-dance para um membro do público, numa plataforma elevada.

## Antecedentes e composição
Em março de 2010 a MTV confirmou que o processo de elaboração de Loud iniciou-se em fevereiro, prolongando-se por seis meses e coincidindo com a digressão Last Girl on Earth Tour e as gravações do filme que marcou a sua estreia no cinema, Battleship. "Skin" é uma canção de tempo moderado que incorpora elementos de estilo R&B e dubstep, escrita e produzida por Kenneth Coby, com auxílio na escrita por Ursula Yancy. A sua gravação decorreu em 2010 nos Westlake Recording Studios em Los Angeles, na Califórnia, e os seus arranjos vocais foram trabalhados no hotel Palms Casino Resort em Las Vegas, Nevada. O seu instrumental consiste no uso de baixo, sintetizadores e guitarra eléctrica. Conforme comentado por Robbie Daw do sítio Idolator, o gancho "real" da canção é "a guitarra elétrica distorcida" que começa "a serrar" a melodia em cerca de três minutos".
De acordo com a partitura publicada pela Sony/ATV Music Publishing, a música foi escrita em compasso simples, num andamento moderado groove com um metrónomo de 62 batidas por minuto. Composta na chave de sol menor com o alcance vocal que vai desde da nota baixa de fá de três oitavas, para a mesma nota alta mas de quatro oitavas na escala. Como observado por Emily Mackay da revista NME, os seus vocais soam "contidos" e "controlados". Ao longo da música, Rihanna soa "suspensa" e "sensual", como demonstrado quando interpreta o verso "Tenho segredos que te quero mostrar". Thomas Conner do Chicago Sun-Times notou que a cantora "brinca com o seu homem" e "deixa-o vir para ela", dando como exemplo o excerto da melodia "Já esperaste tempo suficiente", antes de instruir "Não recues / sabes que eu gosto áspero".

## Receção pela crítica

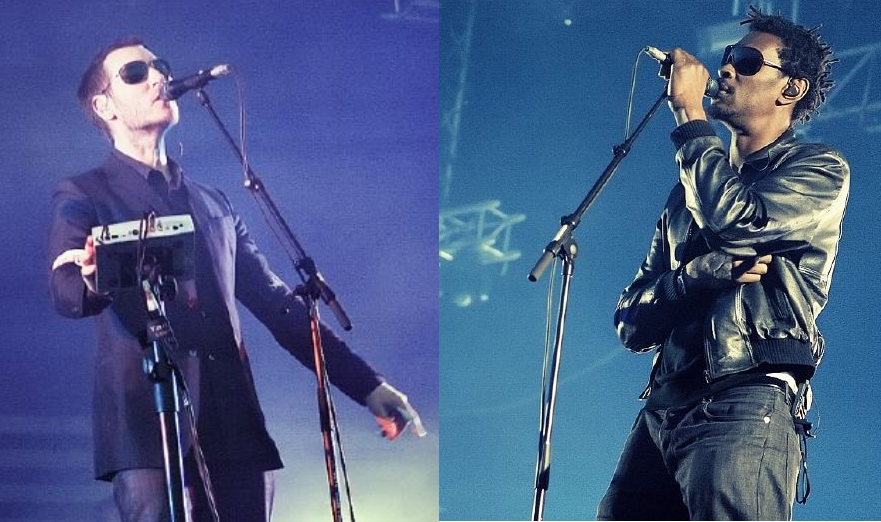
Ryan Dombell da publicação Pitchfork Media comparou a sonoridade de "Skin" à da banda inglesa Massive Attack (foto).

As críticas atribuídas ao tema foram positivas, sucedidas ao lançamento de Loud, em que grande parte dos avaliadores acabaram por prezar a sua produção. Os analistas realçaram a estrutura musical de "Skin" e a performance vocal da cantora. Além de mencionar a sua composição, Daw denominou-a como balada "latente" e comparou-a com "No Ordinary Love" de Sade pelo conteúdo sensual da melodia, mas observou que o tema de Adu não é tão liricamente gráfico como a de Rihanna. Jon Pareles do jornal The New York Times comentou que a sensualidade da cantora na música é evocada, mesmo com o seu uso de gemidos sexualmente sugestivos e respiração pesada, acrescentando que o "acumulo lento é tórrido". Ryan Dombell da publicação Pitchfork Media concordou que esta faixa era a mais madura da artista até à data, afirmando que era o seu trabalho "mais sexy" até agora, "cativante, assombrada, quase dubstep que não soaria totalmente fora do lugar em Mezzanine da banda Massive Attack". Colin Gentry da estação de televisão 4Music observou que a artista parece estar em transição de interpretar músicas sobre festas e dançar em discotecas para cantar sobre as suas fantasias e desejos sexuais, escrevendo que "Rihanna, no álbum, é como uma mulher à espreita, levando as suas conquistas dos clubes para o quarto. Ao exigir para saber "porque estás aí em pé com as roupas vestidas?", para o editor significa "claramente um negócio".
Andy Kellman da Allmusic escolheu "Skin" como uma das faixas de destaque em Loud, complementando, "uma das canções que não soa nada como algo que já tenha sido feito por Rihanna" e "um candidato contra 'Red Lipstick' de Trey Songz e 'Mars vs Venus de Usher". Steve Jones do jornal USA Today também colocou o tema como um dos melhores para descarregar de todo o disco. Jerry Shriver da mesma publicação considerou que o refrão era "baixo-e-sujo". James Skinner do BBC Online disse que o verso "eu gosto áspero" ficou um pouco "desconfortável à luz da sua história pessoal". Ryan Burleson da página Consequence of Sound comentou que Rihanna combina diferentes emoções na música para aumentar o nível de provocação, afirmando "Pela sua parte, Soundz produziu 'Skin', e combinou essas emoções num período de cinco minutos durante uma excursão", complementando que a faixa era "austera, embora inegavelmente potente de acordes menores e baixo". Thomas Conner do diário Chicago Sun-Times comentou o sex appeal da artista na música, concluindo que "a arte da sua sedução é oh-tão lenta e impiedosa".

## Campanha Armani Jeans
A obra também ganhou impacto no mundo da moda ao ser utilizada para a campanha da própria Rihanna, realizada para a Armani Jeans e Emporio Armani Underwear. O anúncio, que foi lançado pela marca durante o outono de 2011, foi dirigido por Johan Renck e fotografado por Steven Klein. No comercial, "Rihanna usa uma peruca loira curta e entra num carro antigo com um saco de roupas, muda no carro e é visível a sua roupa interior, enquanto um guarda-costas a vigia. Então, a artista sai do carro usando uma jaqueta escura de couro e calças Armani e entra num elevador para sair do parque de estacionamento subterrâneo para encontrar o seu parceiro no crime ou interesse amoroso". O estilista Giorgio Armani afirmou ser um "prazer trabalhar" com a cantora que esta "encarna perfeitamente" o espírito da sua empresa. O vídeo, que foi filmado em Nova Iorque e gravado em estilo monocromático, foi também utilizado no sítio de compras oficial da marca.
O projeto recebeu críticas positivas dos analistas, em que o The Huffington Post alegou que estava "escaldante". A revista Stylist adjetivou-o de "atrevido" e elogiou o facto de que "combina traços de histórias metropolitanas, filmes de policias e ladrões com uma ode aos filmes a preto-e-branco, mas com um toque mais leve e irónico". O Hindustan Times disse que a peça "não é apenas para ele um fator de vapor, mas também para o seu visual e sentido estético também". A publicação Grazia também fez uma crítica positiva dizendo que o comercial era, entre outras coisas, "atrevido" e "excitante". A revista portuguesa Lux analisou que a empresa apostou em Rihanna e Rafael Nadal para uma campanha jovem e sexy a fim de chamar a atenção para a nova coleção.

## Divulgação

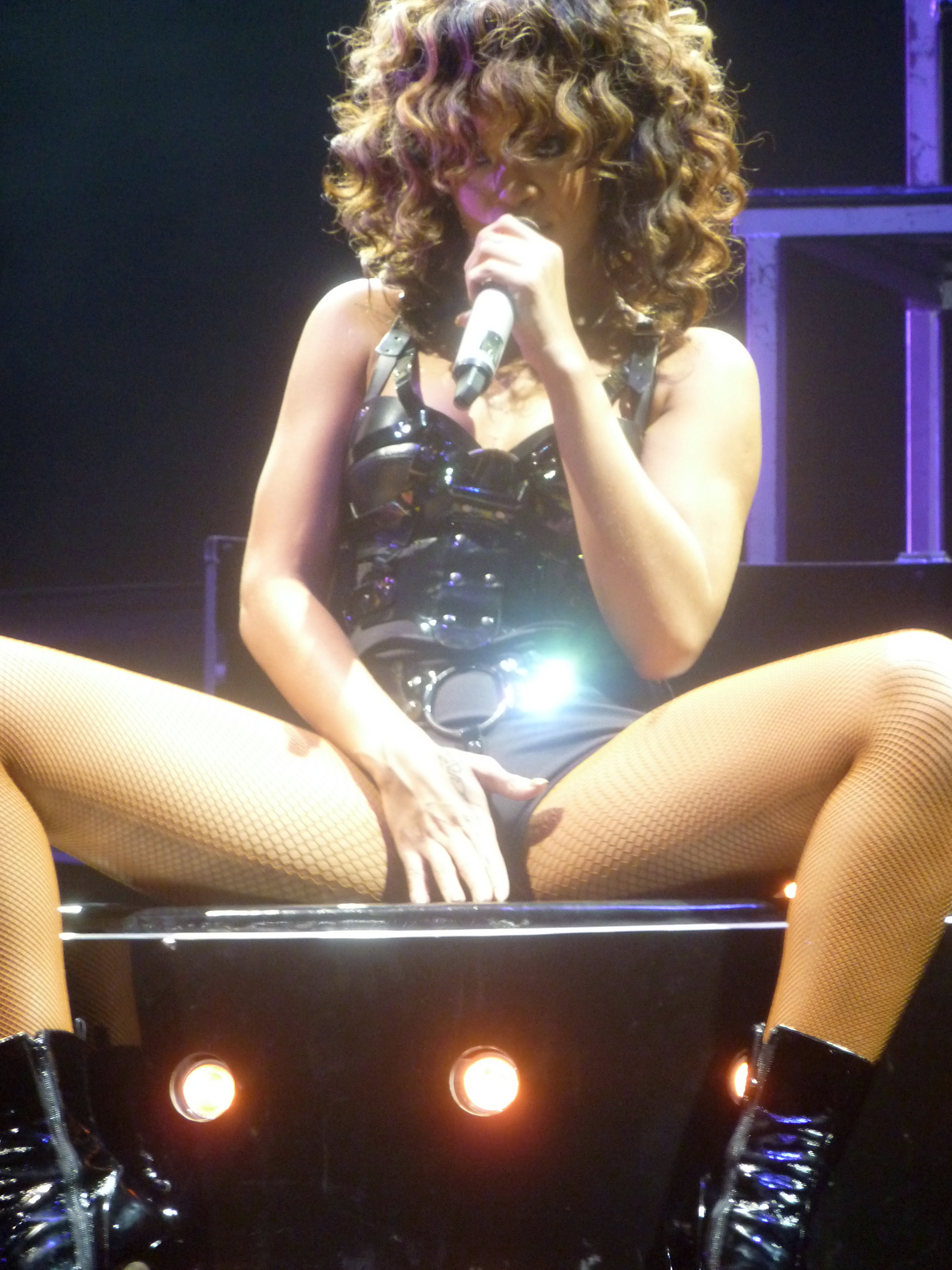
Rihanna a interpretar canção na The Loud Tour em França.

Mesmo sem nunca ter sido interpretada num programa de televisão à semelhança de outros singles, o tema foi incluído no alinhamento da digressão mundial The Loud Tour. Durante o espetáculo, a música surge logo a seguir "S&M" em que a cantora sobe a uma plataforma elevada, e no final do desempenho diz "esta é a parte do concerto em que nós gostamos de ter um pouco de diversão - quem quer vir até aqui e ficar louco comigo?" e escolhe um membro da plateia para o levar para cima do palco, onde provocante e sexualmente, dança e gira em torno do escolhido, enquanto tocam o instrumental da canção e as luzes se apagam. Normalmente, a jovem costumava escolher um homem para esta sua fase do espetáculo, contudo, causou controvérsia ao escolher uma mulher durante a performance na Mariner Arena em Miami. A 17 de Dezembro de 2011, a artista voltou a selecionar um membro feminino da sua audiência durante o concerto no Pavilhão Atlântico em Portugal.
As atuações sexualmente sugestivas de "Skin" foram recebidas com reações mistas por parte dos críticos. O Daily Mail adjectivou o desempenho como "lascivo", em comparação com os anteriores desempenhos sexuais da cantora, e manifestou a crença de que a jovem "superou-se" com a rotina "atrevida e abertamente sensualizada". Poucos meses depois, o mesmo jornal afirmou que Rihanna tinha "excedido os limites" ao dançar para um homem muito mais velho em Barbados e uma revisão feita por Evening Herald partilhou da mesma opinião, afirmando que a imagem de "boa rapariga torna-se má" transmitida pela cantora está a "ficar cansada". O diário escocês Daily Record prezou o evento em Glasgow mas argumentou que a lap dance no final da música foi "um movimento que obrigava os pais a taparem os olhos dos seus filhos". Catriona Stewart Lotte Jeffs, editora do tabloide Evening Standard, foi um dos membros da audiência que recebeu uma dança da artista e reagiu positivamente, confidenciando que "foi uma noite que nunca vou esquecer".

## Desempenho nas tabelas musicais
A faixa conseguiu entrar no 66.º lugar da tabela musical da Coreia do Sul, Gaon International Chart, após o lançamento do disco.

### Posições
| Tabela musical (2010)                    | Melhor posição |
| ---------------------------------------- | -------------- |
| Coreia do Sul - Gaon International Chart | 66             |

## Créditos
Todo o processo de elaboração da canção atribui os seguintes créditos pessoais:
- Rihanna – vocalista principal;
- Kenneth Coby - composição, produção;
- Ursula Yancy - composição;
- Chad Roper - gravação musical;
- Makeba Riddick - produção vocal;
- Kuk Harrell - produção e gravação vocal;
- Josh Gudwin, Marcos Tovar - gravação vocal;
  - Rob Hatz, Bobby Campbell - assistência;
- Jaycen Joshua - mistura;
  - Jesus Garnica - assistência de mistura;
- Nuno Bettencourt - guitarra.